# Hernádcéce
Hernádcéce is een plaats (község) en gemeente in het Hongaarse comitaat Borsod-Abaúj-Zemplén. Hernádcéce telt 242 inwoners (2001).